# Поликрат
Поликрат (на гръцки: Πολυκράτης) е древногръцки политик, тиран на Самос от около 538 пр.н.е. до 522 пр.н.е. Под негово управление островът се превръща в първостепенна сила в Егейско море.

## Биография
Поликрат идва на власт в Самос, заедно с братята си Пантагнот и Силозон, около 538 пр.н.е. по време на празненства в чест на богинята Хера. Малко по-късно убива Пантагнот и изпраща Силозон в изгнание, след което управлява самостоятелно. Той сключва съюз с египетския фараон Амасис II и с тирана на Наксос Лигдам.
С голям за времето си флот от 100 кораба Поликрат установява господство в Егейско море, като разгромява флотите на Лесбос и Милет и разграбва много острови и градове по крайбрежието. На Самос той построява подземен водопровод, известен като Тунел на Евпалин, голям храм на Хера и дворец, който шест века по-късно е построен отново от римския император Калигула. В двора на Поликрат работи и известният поет Анакреон.
През 20-те години Поликрат прекратява съюза си с Амазис II и оказва помощ на персийския цар Камбиз II във войната му срещу Египет. Изпратеният от Поликрат флот от 40 триреми е овладян от негови политически противници, които правят опит да го свалят от власт. Те са подпомогнати от войски на Спарта и Коринт, но не успяват да завладеят Самос.
През 522 пр.н.е. Поликрат е извикан в Сарди от управителя на персийската провинция Лидия и е убит.